# Veleno (Livio Cori)
Veleno è un singolo del rapper italiano Livio Cori, pubblicato l'8 gennaio 2016.
Il singolo è stato realizzato con la partecipazione vocale di Luchè.

## Video musicale
Il videoclip è stato caricato il 22 gennaio 2016 sul canale YouTube del rapper.

## Tracce
1. Veleno – 5:39